# تصنيف فيفا العالمي للسيدات
| تصنيف فيفا العالمي - سيدات (يونيو 2022) |                  |   |                |                |
|                                         |                  |   |                |                |
| المركز                                  | المنتخب          |   | التنقيط الحالي | التنقيط السابق |
| 1                                       | الولايات المتحدة |   | 2104           | 2104           |
| 2                                       | السويد           |   | 2061           | 2081           |
| 3                                       | فرنسا            |   | 2041           | 2046           |
| 4                                       | هولندا           | 1 | 2013           | 2013           |
| 5                                       | ألمانيا          | 1 | 2010           | 2040           |
| 6                                       | كندا             |   | 2003           | 2010           |
| 7                                       | إسبانيا          |   | 1986           | 1980           |
| 8                                       | إنجلترا          |   | 1982           | 1977           |
| 9                                       | البرازيل         |   | 1974           | 1969           |
| 10                                      | كوريا الشمالية   |   | 1940           | 1940           |
| 11                                      | النرويج          |   | 1915           | 1918           |
| 12                                      | أستراليا         |   | 1913           | 1911           |
| 13                                      | اليابان          |   | 1911           | 1910           |
| 14                                      | إيطاليا          |   | 1904           | 1886           |
| 15                                      | الدنمارك         |   | 1873           | 1871           |
| 16                                      | الصين            |   | 1859           | 1858           |
| 17                                      | آيسلندا          | 1 | 1857           | 1839           |
| 18                                      | كوريا الجنوبية   | 1 | 1845           | 1843           |
| 19                                      | بلجيكا           | 1 | 1812           | 1807           |
| 20                                      | سويسرا           | 1 | 1796           | 1824           |
| 21                                      | النمسا           |   | 1784           | 1788           |
| 22                                      | نيوزيلندا        |   | 1746           | 1747           |
| 23                                      | إسكتلندا         |   | 1724           | 1733           |
| 24                                      | روسيا            | 1 | 1717           | 1717           |
| 25                                      | جمهورية التشيك   | 1 | 1705           | 1719           |
| 26                                      | المكسيك          | 1 | 1695           | 1694           |
|                                         |                  |   |                |                |
|                                         |                  |   |                |                |

 تصنيف فيفا العالمي للسيدات هو نظام تصنيفي لمنتخبات كرة القدم النسائية.  عُرف في عام 2003،  عندما نشر أول ترتيب في آذار / مارس من ذلك العام، ويتبع نفس المعايير في تصنيف فيفا العالمي للرجال.

## تفاصيل نظام التصنيف
- تصنيف فيفا العالمي للسيدات يقوم على أساس كل مباراة دولية لعبت في أي وقت مضى، حيث يعود تاريخه إلى عام 1971 عندما لعبت أول مباراة دولية معترف بها بين فرنسا وهولندا. (تصنيف الرجال يحسب نقاط المباريات في آخر أربع سنوات فقط.)
- التصنيف يوزن بشكل ضمني للتأكيد على النتائج الأخيرة. ( نتائج الرجال توزن على مقياس متدرج.)
- تصنيف السيدات ينشر فقط أربع مرات في السنة. عادة التصنيف  يصدر في مارس، يونيو، سبتمبر، ديسمبر / كانون الأول. (في سنة كأس العالم التواريخ يمكن تعديلها لتعكس نتائج كأس العالم.)

## القادة
إلى هذه اللحظة، من حقق المركز الأول في التصنيف العالمي هما منتخبي ألمانيا والولايات المتحدة فقط. وأيضا حافظا على المركزين الأولين في جميع التراتيب إلا في أربعة إصدارات، عندما حققت النرويج المركز الثاني وكانت ألمانيا في المرتبة الثالثة في أول تصنيفين حتى تفوقت ألمانيا عليها من خلال الفوز بكأس العالم 2003 للسيدات، وعندما كانت البرازيل في المرتبة الثانية في آذار / مارس وحزيران / يونيه 2009 حتى فازت ألمانيا في بطولة يورو 2009 وعادت إلى أعلى مرتبتين. لا يوجد فريق تمكن من دخول أعلى 2 منذ ذلك الحين.
يحمل منتخب الولايات المتحدة الرقم القياسي لأطول فترة في المرتبة الأولى: ما يقرب من 7 سنوات من آذار / مارس 2008 إلى كانون الأول / ديسمبر 2014.

## دليل إجراءات الترتيب
التصنيف يستند إلى الصيغ التالية:

متوسط نقاط كل فريق حوالي 1300 نقطة. أفضل المنتخبات عادة ما تتجاوز 2000 نقطة. من أجل أن يقيم  الفريق يجب أن يكون لعب على الأقل 5 مباريات ضد الفرق المصنفة رسميا، ولم يكن غير فعال لأكثر من 18 شهرا. حتى لو لم يكن الفريق مصنف رسميا، تبقى نقاط تصنيفه ثابتة حتى يلعب مباراته المقبلة.

### النتيجة الفعلية للمباراة
العنصر الرئيسي من النتيجة الفعلية هي ما إذا كان الفريق فائز، خاسر، أو متعادل، ويؤخذ فارق الأهداف أيضا في الاعتبار.

### أهمية المباراة
| أهمية المباراة                           | عامل الأهمية (م) | K-value |
| ---------------------------------------- | ---------------- | ------- |
| مباراة في كأس العالم للسيدات             | 4                | 60      |
| مباراة في الألعاب الأولمبية لكرة القدم   | 4                | 60      |
| تصفيات كأس العالم للسيدات                | 3                | 45      |
| تصفيات الفرق الأولمبية                   | 3                | 45      |
| مباراة في نهائيات بطولة قارية            | 3                | 45      |
| تصفيات الدخول في بطولة قارية             | 2                | 30      |
| مباراة ودية بين فريقين مصنفين في أعلى 10 | 2                | 30      |
| مباراة ودية بين فريقين                   | 1                | 15      |